# Giovanni Battista Pergolesi
Giovanni Battista Draghi detto Pergolesi (Jesi, 4 gennaio 1710 – Pozzuoli, 16 marzo 1736) è stato un compositore, organista e violinista italiano, esponente di spicco dell'epoca barocca; è considerato uno dei maggiori musicisti italiani della prima metà del XVIII secolo e uno dei grandi rappresentanti della scuola musicale napoletana.
Compositore dal precoce talento, nonostante la breve vita e i pochi anni di attività, riuscì a realizzare opere di alto valore artistico e importanza storica, tra le quali si ricordano, fra le altre, La serva padrona, punto di riferimento fondamentale per lo sviluppo e la diffusione dell'opera buffa in Europa, L'Olimpiade, considerata uno dei capolavori dell'opera seria della prima metà del Settecento, e lo Stabat Mater, fra le più importanti composizioni di musica sacra di ogni tempo.

## Biografia e opere maggiori

### Infanzia nelle Marche e trasferimento a Napoli

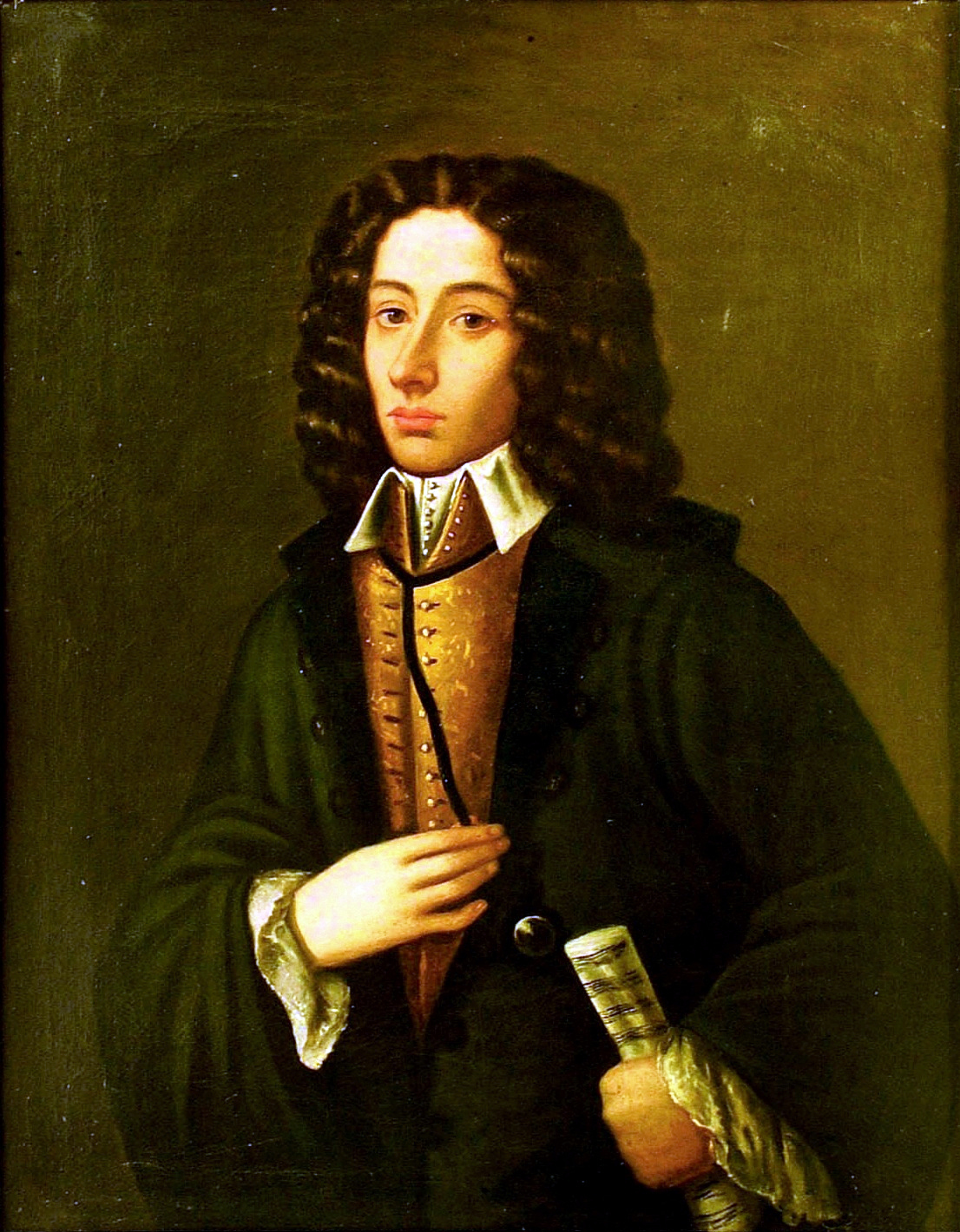
Asserito ritratto di Giambattista Pergolesi (attribuito a Domenico Antonio Vaccaro)

Giovanni Battista Draghi (o Drago) nacque a Jesi in provincia d'Ancona nel 1710, terzogenito di Francesco Andrea e da Anna Vittoria Giorgi. Il nonno, Cruciano Draghi, era un calzolaio, figlio del Maestro Francesco di Pergola (PU). Cruciano nel 1663 sposò a Jesi una donna del luogo; in tale città la famiglia divenne perciò conosciuta come i Pergolesi, sebbene il fratello e la sorella maggiori del compositore fossero iscritti nel registro dei battesimi con il nome Draghi. Nei documenti del Conservatorio dove studiò, Giovanni Battista venne inserito sotto il nome Jesi, anche se il ragazzo indicava se stesso come 'Pergolesi'; la documentazione coeva usava anche la forma 'Pergolese'.
La posizione del padre, amministratore dei beni della Confraternita del Buon Gesù, consentì a Giovanni Battista di avere una giovinezza relativamente agiata e una buona prima formazione musicale.
Tuttavia, il ragazzo perse i genitori precocemente: nel 1727 la madre e il 27 maggio 1732 il padre, Francesco. Anche due fratelli del compositore e una sorella morirono durante l'infanzia; lo stesso Giovanni Battista sembra che fosse malato sin da piccolo, motivo per il quale, forse, fu cresimato già il 27 maggio 1711.
Fece i primi studi di organo e violino nella città natale, durante i quali mostrò notevole talento. All'età di quindici anni, grazie al mecenatismo del Marchese Cardolo Maria Pianetti, fu ammesso nel celebre Conservatorio dei Poveri di Gesù Cristo a Napoli, dove ebbe modo di studiare composizione con alcuni dei più celebri autori della Scuola musicale napoletana, come Francesco Durante, Leonardo Vinci e Gaetano Greco.
Napoli nella prima metà del Settecento era senza dubbio una delle città più vivaci dal punto di vista musicale: artisti come Alessandro Scarlatti, Nicola Porpora o Leonardo Leo avevano proposto con successo lo stile musicale napoletano nelle corti di tutta Europa e non è sorprendente che nel 1739 lo scrittore e politico francese Charles de Brosses riferendosi alla città partenopea, la definisse la capitale del mondo della musica.
Grazie al suo talento, Pergolesi non dovette pagare la retta del conservatorio, dal momento che procurava guadagni all'istituto grazie ai concerti che teneva, prima come ragazzo del coro, poi come violinista e capoparanza di uno dei gruppi orchestrali del conservatorio (titolo che si potrebbe associare all'attuale primo violino), nominato nel 1729.
Si diplomò nel 1731 a ventun'anni, componendo, come saggio finale, il dramma sacro Li prodigi della divina grazia nella conversione e morte di san Guglielmo duca d'Aquitania; nell'ultimo anno di studi aveva già composto un altro lavoro di pregio, l'oratorio La fenice sul rogo, ovvero la morte di San Giuseppe, e, grazie alla rinomanza conquistata (e agli appoggi ricevuti), riuscì immediatamente a ottenere la commessa per la composizione di un'opera seria presso il maggiore dei teatri napoletani dell'epoca, il San Bartolomeo. L'opera che scrisse, La Salustia, incontrò però notevoli problemi a causa della morte improvvisa del protagonista, il castrato Nicolò Grimaldi, e poté andare in scena solo verso la metà del mese di gennaio 1732, senza peraltro riscuotere molto successo. Pergolesi fu comunque assunto subito dopo da uno dei suoi protettori, il principe di Stigliano Ferdinando Colonna, con l'incarico di maestro di cappella, incarico che passerà successivamente a ricoprire presso un altro dei parenti del principe, il duca di Maddaloni Domenico Marzio VIII Carafa.

### La SalustiaeLo frate 'nnamorato(1732)
Grazie all'ottimo successo del suo Oratorio La conversione e morte di San Guglielmo, nel periodo tra il 1731 e il 1732 Pergolesi ebbe modo di allestire la sua prima opera lirica: il dramma per musica La Salustia, su libretto di anonimo, tratto dall'Alessandro Severo di Apostolo Zeno. Commissionatagli dal Teatro San Bartolomeo di Napoli, ebbe la prima rappresentazione nel gennaio del 1732.
Dal punto di vista musicale si trattò di un'opera decisamente conservatrice, certamente a causa delle pressioni del primo attore, Nicolò Grimaldi, detto Nicolino, cantante di valore, ma anziano e legato alle convenzioni della "vecchia scuola" di autori come Georg Friedrich Händel. La morte del Nicolino a poche settimane dalla prima e la sostituzione col ben più giovane Gioacchino Conti crearono seri problemi all'allestimento e costrinsero, fra l'altro, a riscrivere ben tre volte la sinfonia d'apertura e a riadattare alcune arie. Queste vicissitudini aiutano a comprendere la sensazione di incompiutezza e di immaturità dell'opera e a giustificare il successo solo parziale che ottenne alla sua messa in scena.
Tutt'altro esito ebbe Lo frate 'nnamorato, una commedia in musica in italiano e in napoletano su libretto di Gennaro Antonio Federico, allestita dal Teatro dei Fiorentini nel settembre 1732, eccezionalmente ripresa, con alcune modifiche dello stesso autore, già due anni dopo per le celebrazioni del carnevale. La commedia, molto applaudita, ebbe un successo straordinario e fu indubbiamente la composizione di maggiore fortuna durante la vita del Pergolesi.
Il 27 ottobre 1732 Pergolesi ottenne l'incarico di organista soprannumerario presso la Cappella Reale. Particolarmente interessante è la relazione sulla sua assunzione, custodita dall'archivio di Stato di Napoli, nella quale si fa riferimento alle enormi aspettative che accompagnavano la sua carriera, al grande successo dell'opera Lo frate 'nnamorato e soprattutto al bisogno che tiene la Cappella Reale de soggetti che compongono sopra il gusto moderno.

### Il prigionier superboeLa serva padrona(1733)
I drammatici maremoti che colpirono la città di Napoli alla fine del 1732 portarono alla sospensione delle celebrazioni del carnevale nella città partenopea per il 1733 e la stagione dei teatri, che proprio in quel periodo presentava i più ricchi allestimenti, fu cancellata in ossequio al lutto. Proprio a causa di questa tragica sciagura fu commissionata la Messa in Re maggiore, a dieci voci e due cori.

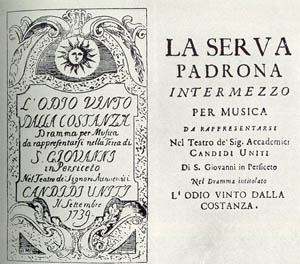
Libretto d'epoca de La serva padrona, da rappresentarsi come intermezzo dell'opera seria L'odio vinto dalla costanza

Per poter mettere in scena il suo nuovo lavoro teatrale, Pergolesi dovette attendere la fine dell'estate, in particolare il 28 agosto 1733, in occasione del compleanno dell'imperatrice Elisabetta Cristina di Brunswick-Wolfenbüttel, anche se per motivi ignoti la prima slittò al 5 settembre. Si tratta de Il prigionier superbo, dramma per musica in tre atti, con libretto derivante da una rielaborazione (forse a cura di Gennaro Antonio Federico) de La fede tradita e vendicata di Francesco Silvani, la cui musica era pronta da quasi un anno. Malgrado la mediocrità della compagnia il successo fu ottimo, tanto da costringere gli impresari a prolungare le repliche, originariamente previste per il solo mese di settembre, fino alla fine del mese di ottobre.
Tuttavia, la fama di queste rappresentazioni non è tanto collegata all'opera principale, quanto alla composizione che veniva eseguita durante gli intervalli: si trattava infatti della celebre La serva padrona, un breve intermezzo buffo in due atti. Questa composizione, di carattere allegro e scanzonato e non priva di malizia, rappresenta situazioni e personaggi caricaturali ma realistici, vicini a quelli della tradizionale commedia dell'arte. Dal punto di vista compositivo rappresenta uno tra i primi esempi della naturale evoluzione del linguaggio musicale barocco precedente. La sua musica apparentemente spontanea e fresca, riflette la società napoletana, venata da uno stile popolare, in cui sono alternativamente presenti motivi spagnoli e scene comiche, così come sentimentali ed eroiche. Proprio il grande successo della rappresentazione di questo intermezzo a Parigi nella ripresa del 1752 scatenò una disputa, nota come la Querelle des bouffons, fra i sostenitori dell'opera tradizionale francese, incarnata dallo stile di Jean-Baptiste Lully e Jean-Philippe Rameau, e i sostenitori della nuova opera buffa italiana fra cui alcuni enciclopedisti (in particolare Jean Jacques Rousseau, anch'egli compositore). La disputa divise la comunità musicale francese e la stessa corte (con la regina che si schierò a fianco degli "italiani"), per due anni, e portò a una rapida evoluzione del gusto musicale del paese transalpino verso modelli meno schematici e più moderni.

### Adriano in Siriae la ripresa diLo frate 'nnamorato(1734)
Dopo il successo dell'anno precedente, nel 1734 Pergolesi mise in scena Adriano in Siria, dramma in musica in tre atti su libretto di Pietro Metastasio, commissionatogli per le celebrazioni del compleanno della regina Elisabetta Farnese e allestita al Teatro San Bartolomeo con Gaetano Majorano.
A quest'opera venne abbinato l'altro celebre intermezzo buffo, Livietta e Tracollo, anch'esso destinato a superare per fama l'opera principale in cui era inserito, seppure senza raggiungere la popolarità universale del precedente La serva padrona.
Intanto, il 23 febbraio era stato nominato maestro di Cappella sostituto dalla «Fedelissima Città di Napoli», posizione di prestigio che gli consentiva di aspirare alla successione del titolare, l'anziano e stimato Domenico Sarro. Soprattutto in quest'anno, la ripresa dell'opera Lo frate 'nnamorato addirittura superò per successo l'allestimento originario, diventando l'attrazione principale del carnevale partenopeo e permettendo all'autore di allargare la propria popolarità al di là dei confini della città di Napoli.

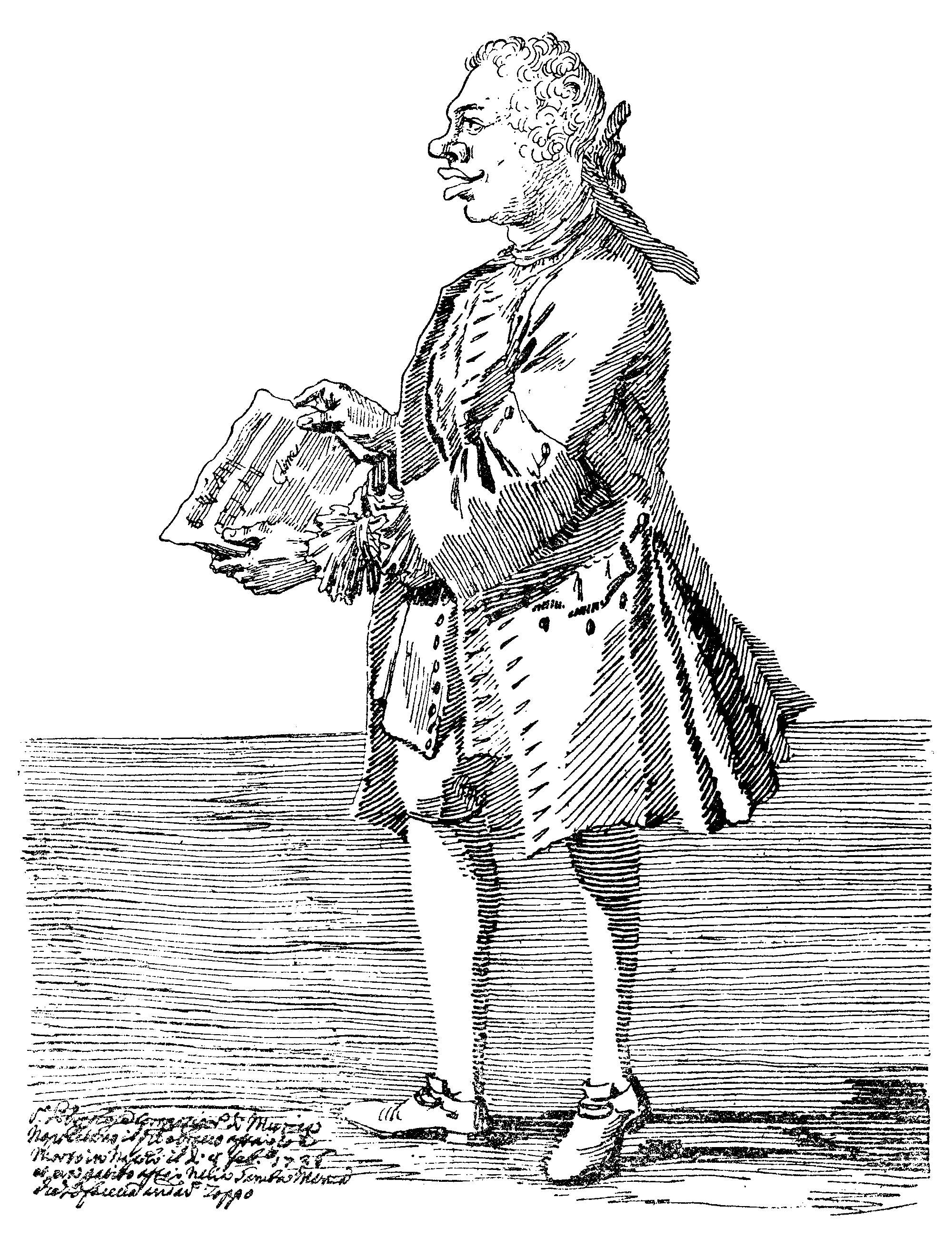
Caricatura di Pergolesi derivata da quella disegnata da Pier Leone Ghezzi nel 1734, e riprodotta in testa alla presente voce. In basso a sinistra si trova la didascalia apposta successivamente dallo stesso Ghezzi in cui si legge: «Signor Pergolese, compositore di musica napoletano, il quale è bravo assai et è morto in Napoli il dì 7 febbraio 1736 et haveva patito assai con la gamba manca che lo faceva andar zoppo»

### Pergolesi a Roma:L'OlimpiadeeIl Flaminio(1735)
Il 10 maggio 1734 Carlo di Borbone aveva conquistato la città di Napoli e gran parte dell'aristocrazia asburgica che aveva fornito appoggio e sostegno alla carriera di Pergolesi aveva trovato rifugio a Roma, in attesa dell'evolversi della situazione. Su invito e con l'appoggio dei suoi mecenati duchi di Maddaloni e della famiglia Colonna, nel gennaio 1735 Pergolesi debuttò a Roma, al Teatro di Tordinona, con L'Olimpiade, dramma in tre atti su soggetto di Metastasio.
A causa delle precarie condizioni finanziarie degli impresari, l'opera venne allestita in maniera non consona al valore musicale, costringendo, ad esempio, a rinunciare alle parti per il coro ed a ricorrere a cantanti di secondo piano. Tuttavia, nonostante il parziale insuccesso iniziale, la musica è probabilmente fra le più ispirate mai scritte dal Pergolesi e non deve stupire il fatto che sia stata considerata da diversi critici (fra i quali lo scrittore Stendhal) l'intonazione musicale più riuscita del libretto del Metastasio. Maggiore fortuna aveva avuto la sua Messa in Fa per sei voci e coro, nota come Missa Romana: ebbe la prima esecuzione il 16 maggio 1734 alla chiesa romana di San Lorenzo in Lucina. Essa è tuttora una delle sue composizioni di musica sacra più note ed eseguite.
La disorganizzazione del mondo teatrale romano e l'acuirsi dei problemi di salute indussero Pergolesi a tornare a Napoli, dove nell'autunno rappresentò al Teatro Nuovo Il Flaminio, commedia in musica su libretto del fido Gennaro Antonio Federico. Si trattò di un lavoro maturo ed interessante da diversi punti di vista, come l'utilizzo di diversi registri musicali (con l'impiego di stilemi della tradizione folcloristica napoletana) a seconda della classe sociale del personaggio, la scelta di scrivere in dialetto le parti del libretto destinate ai personaggi più “popolani” o la caratteristica di affiancare ad arie serie momenti musicalmente più leggeri e addirittura comici.
L'opera fu un grande successo e a Pergolesi arrivò la commissione di una serenata per le nozze del Principe Raimondo di San Severo con Carlotta Gaetani dell'Aquila di Aragona. Tale serenata andava completata per il giorno del matrimonio, fissato per il 1º dicembre 1735 a Torremaggiore, tuttavia le peggiorate condizioni di salute costrinsero il musicista a interrompere la composizione e a musicarne solo una parte. La musica è andata perduta e ciò si desume dal ritrovamento del solo libretto. L'incedere inesorabile della tubercolosi sul suo fisico lo costrinse a salutare sua zia Cecilia Giorgi, che si era trasferita a Napoli per aiutarlo e a ritirarsi a Pozzuoli, in una residenza del duca di Maddaloni prossima al locale convento dei cappuccini, dove si sperava potesse trovare un clima più favorevole alla sua malattia. Qui si spense il 17 marzo 1736, a soli ventisei anni di età, «confortato da assistenza medica e spirituale; è infondata la tradizione che lo raffigura in condizioni di abbandono e miseria.»

### LoStabat Matere la morte (1736)
In tutta la sua breve vita, parallelamente all'attività operistica, Pergolesi fu un fecondo autore di musica sacra, ma è solo nei suoi ultimi mesi di vita che compose quelli che sono considerati il suo lascito più importante in questo ambito: si tratta del Salve Regina del 1736 e del coevo Stabat Mater per orchestra d'archi, soprano e contralto, che la tradizione vuole sia stato completato il giorno stesso della sua morte.
Se questo aneddoto sia verosimile o si tratti di un ulteriore ricamo romantico fiorito attorno alla figura del Pergolesi è di secondaria importanza. È invece certa, come si rileva nello studio dell'autografo, una grande fretta di scrivere, confermata da numerosi errori, parti di viole mancanti o soltanto abbozzate, e più in generale un certo disordine tipico di chi ha poco tempo davanti a sé. Tanto che in calce all'ultima pagina dello spartito scrisse di suo pugno "Finis Laus Deo", quasi a mostrare il sollievo per aver avuto "il tempo necessario per concludere l'opera".
È da notare il fatto che questa composizione fosse commissionata dai Cavalieri della Vergine dei dolori della Confraternita di San Luigi al Palazzo per sostituire lo Stabat Mater di Alessandro Scarlatti, che veniva tradizionalmente eseguito nel periodo quaresimale: che una composizione del celebre Alessandro Scarlatti, datata 1724, fosse sostituita è indicativo della rapida evoluzione del gusto musicale nella Napoli settecentesca e di come composizioni di pochi anni più antiche fossero considerate di stile arcaico rispetto allo stile proposto da musicisti come Pergolesi.
È infine da ricordare come la musica dello Stabat Mater pergolesiano sia da sempre straordinariamente apprezzata, tanto che Johann Sebastian Bach la utilizzò per farne una parafrasi (modificando la parte della viola ed aggiungendovi l'uso di un coro), nel suo Tilge, Höchster, meine Sünden (BWV 1083) che usa come testo una versione tedesca del salmo 51.
La parabola artistica di Pergolesi, afflitto fin dall'infanzia da seri problemi di salute - si ritiene fosse affetto da spina bifida o da poliomielite, come mostra la caricatura di Ghezzi che lo raffigura con la gamba sinistra più corta e sottile della destra - si compì in appena cinque anni. Morì di tubercolosi a soli 26 anni, nel 1736, nel convento dei cappuccini di Pozzuoli. Fu sepolto nella fossa comune della cattedrale di San Procolo.
Scarna e di dubbia attribuzione è l'attività nella musica strumentale: la raccolta I Concerti Armonici, è definitivamente risultata essere opera del compositore dilettante fiammingo Unico Wilhelm van Wassenaer da quando, nel 1979-80, ne sono stati rintracciati gli originali autografi presso il castello di Twickel, nei Paesi Bassi.

## Leggenda e fama postuma
Se in vita, nonostante i numerosi riconoscimenti, la fama di Pergolesi era quasi esclusivamente limitata all'ambiente musicale napoletano e romano, non deve sorprendere che questa figura di compositore, morto giovanissimo con una parabola artistica di soli cinque anni e tuttavia in grado di lasciare una manciata di composizioni indimenticabili, abbia potuto suggestionare poeti ed artisti che nel corso dell'Ottocento ne reinterpretarono la figura in chiave romantica.

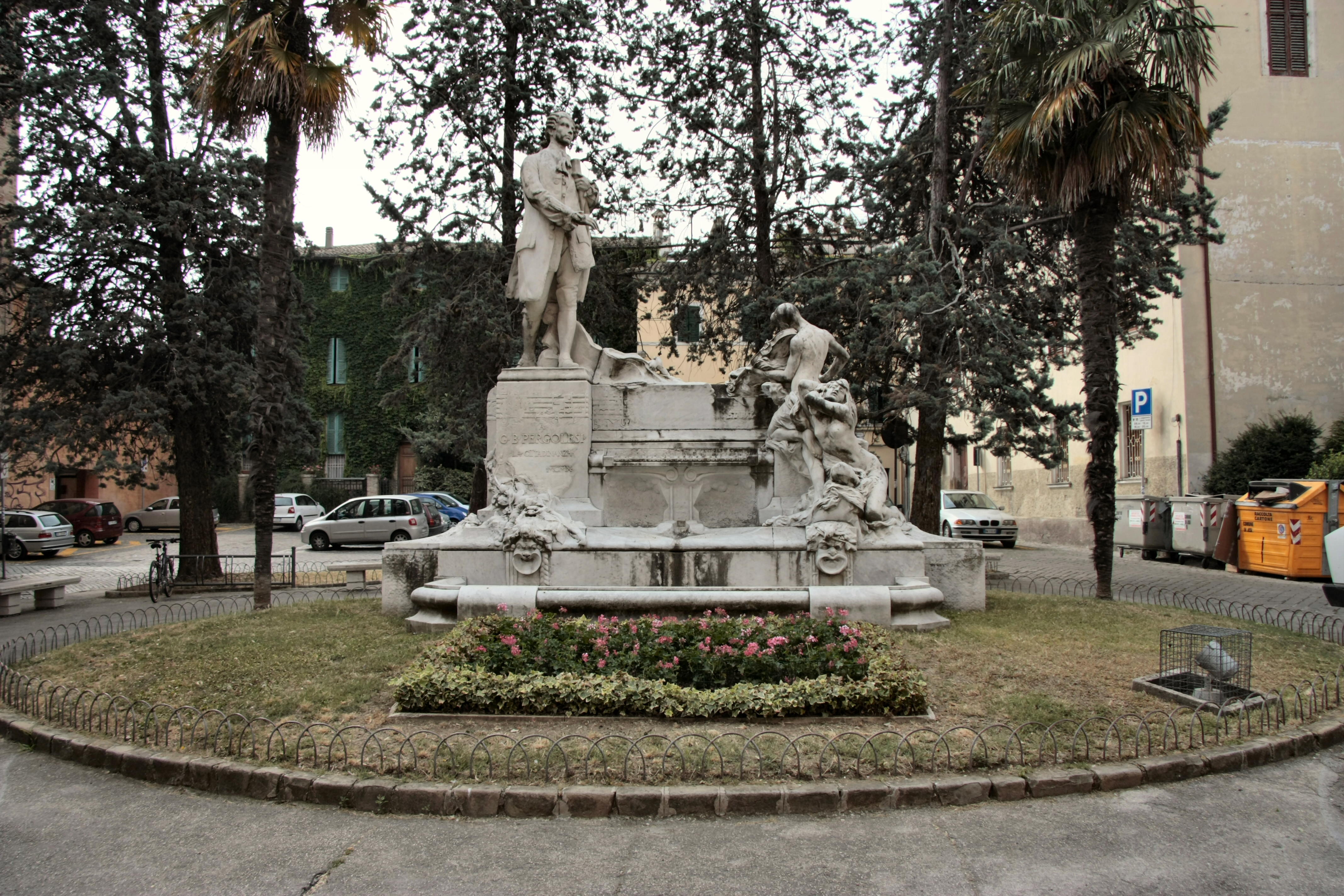
Monumento a Giovanni Battista Pergolesi a Jesi

Tuttavia già alla metà del Settecento Pergolesi era immensamente più noto di quanto non fosse stato in vita: come accennato, le numerose stampe delle sue composizioni iniziarono a diffondersi in tutta l'Europa, interessando autori come Johann Sebastian Bach, che addirittura scrive sulla musica del celebre "Stabat Mater" il Salmo 51 (BWV 1083) modificandone solo la coda dell'Amen, ed una quantità innumerevole di autori minori, come Pietro Chiarini, autore di numerosi pastiche di arie pergolesiane. Soprattutto la scarsità di informazioni tangibili sulla sua vita e sulle sue opere fu terreno fertile per il fiorire di fantasiosi aneddoti di ogni tipo. Si insinuò il dubbio che la sua tragica fine fosse dovuta non a cause naturali ma all'avvelenamento da parte di musicisti invidiosi del suo talento. Gli furono attribuiti una bellezza apollinea e numerosi tragici amori.
Proprio a causa di tale straordinaria fama postuma, il catalogo delle sue opere ha avuto un imprevedibile destino: nel corso del XVIII e XIX secolo si diffuse la prassi di pubblicare a suo nome, a scopo di speculazione, qualunque spartito avesse lo stile musicale della Scuola musicale napoletana. Questo portò alla fine del XIX secolo a contare oltre cinquecento composizioni nel catalogo informale delle sue opere. Gli studi contemporanei hanno ridotto a meno di cinquanta le composizioni di Pergolesi, e fra queste solo ventotto sono i lavori la cui paternità è considerata certa.
Tuttora vi sono seri dubbi sull'attribuzione di diversi lavori, anche fra i più noti, come il Salve Regina in fa. Diverse edizioni musicali e discografiche perpetuano queste incertezze sulla paternità di diverse composizioni, pubblicando a suo nome composizioni sicuramente prodotte da altri autori, come ad esempio le arie Se tu m'ami (certamente composta dal musicologo Alessandro Parisotti nella seconda metà dell'Ottocento e inclusa in una sua raccolta di arie barocche a nome di Pergolesi) e Tre giorni son che Nina (attribuita a Vincenzo Legrenzio Ciampi) o il Magnificat in Re, composto dal suo maestro Francesco Durante.
Emblematico nel descrivere la situazione di estrema incertezza che contraddistingue il catalogo delle opere di Pergolesi è il caso del Pulcinella di Igor' Fëdorovič Stravinskij: composto nel 1920 come omaggio allo stile del compositore di Jesi, la più recente critica musicale ha stabilito che dei 21 pezzi utilizzati per questa composizione, ben 11 sono da attribuirsi ad altri autori (principalmente Domenico Gallo), due sono di dubbia attribuzione e solo otto (per lo più tratti dalle sue opere liriche), sono da attribuirsi al Pergolesi.

## Attualità della musica di Pergolesi
A differenza dei lavori di compositori suoi contemporanei, la musica di Pergolesi gode tuttora di vasta popolarità ed è frequentemente eseguita nei teatri e nelle sale da concerto. In particolare lo Stabat Mater e il Salve Regina fanno parte stabilmente del repertorio, soprattutto a cavallo del periodo pasquale, e non è raro ascoltarne adattamenti o brani all'interno delle colonne sonore di film e spot pubblicitari.
Della sua produzione operistica, l'intermezzo buffo La serva padrona è regolarmente eseguito nei programmi dei maggiori teatri del mondo. Parallelamente al rinnovato interesse del pubblico per la musica barocca, manifestatosi negli ultimi decenni, vi è stata una "riscoperta" delle sue composizioni meno celebri, fra le quali è da ricordare la sfarzosa rappresentazione de Lo frate 'nnammorato, allestita dal Teatro alla Scala di Milano nel 1989 con la direzione di Riccardo Muti e la regia di Roberto De Simone.
Dal 2001 la "Fondazione Pergolesi-Spontini" di Jesi organizza un festival annuale dedicato alla musica dei due illustri compositori marchigiani. Nel corso degli anni è stata allestita la prima rappresentazione di alcune fra le opere più rare del compositore jesino, permettendone la registrazione e la pubblicazione discografica, e favorendone quindi la riscoperta presso il grande pubblico. Da ricordare, infine, che nel 2010 è stato celebrato il III centenario dalla nascita del compositore di Jesi, occasione sfruttata dai maggiori teatri del mondo per riproporre in cartellone alcune delle sue composizioni, anche fra le meno celebri.

## Omaggi
In onore del musicista l'asteroide 6624 P-L, scoperto nel 1960, è stato denominato 7622 Pergolesi.
Il romanzo Hotel Borg di Nicola Lecca fa dello Stabat Mater il perno attorno a cui ruota tutta la vicenda narrata.

## Colonne sonore cinematografiche nelle quali è impiegata musica di Pergolesi
- Zerkalo - URSS (1975)
- La fine del mondo nel nostro solito letto in una notte piena di pioggia - Italia (1978)
- L'indiscreto fascino del peccato - Spagna (1983)
- Amadeus - USA (1984)
- Jésus de Montréal - Canada, Francia (1989)
- Farinelli - Voce regina - Italia, Belgio, Francia (1994)
- Woyzeck - Ungheria (1994)
- Tom & Viv - Nel bene, nel male, per sempre - Regno Unito (1994)[17]
- L'immagine del desiderio - Spagna (1997)
- Il Senso di Smilla per la neve - Danimarca, Germania, Svezia (1997)
- Chocolat - Francia (2000)
- Octavia - Spagna (2002)
- Dogville - Danimarca/Regno Unito (2003)
- Mindhunter - USA (2019) (episodio 3 - stagione 2)

## Catalogo delle opere
Il presente elenco è tratto dal Catalogo Caffarelli del 1941, integrato dai successivi maggiori contributi in campo musicologico. Per quanto si sia cercato di compilare un elenco esaustivo e preciso, la materia presenta difficoltà oggettive ed ambiguità nelle fonti che non consentono di considerarlo del tutto affidabile. Le opere di cui esiste l'originale autografo sono segnalate con il simbolo (*).

### Opere eseguite in vita
- 1729, O salutaris hostia, Inno per tenore e basso continuo.
- 1731, La fenice sul rogo o vero La Morte di San Giuseppe, Oratorio, per tenore, contralto, 2 soprani e orchestra.
- 1731, Li prodigi della divina grazia nella conversione e morte di S. Guglielmo Duca d'Aquitania, Dramma sacro.
- 1731 Questo è il piano - Cantata per contralto.
- 1732, La Salustia, Opera. (*)
  - Abbinata all'intermezzo Nerina e Nibbio (del quale si è persa la musica).
- 1732, Messa in Re (Kyrie e Gloria). (*)
- 1732, Domine ad adjuvandum me, Mottetto a 5 voci per coro e archi. (*)
- 1732, Dixit Dominus, Salmo per soprano, 2 cori e orchestra. (*)
- 1732, Confitebor tibi Domine, Salmo per soprano, contralto, coro e archi.
- 1732, Lo frate 'nnamorato, Opera buffa in lingua napoletana. (*)
- 1733, Il prigionier superbo, Opera. (*)
  - Abbinata all'intermezzo La serva padrona. (*)
- 1734, Messa in Fa (Kyrie e Gloria). Nota anche come Missa Romana. (*)
- 1734, Adriano in Siria, Opera. (*)
  - Abbinata all'intermezzo Livietta e Tracollo nota anche come La Contadina Astuta o La Finta Polacca. (*)
- 1735, Il tempo felice, preludio musicale. (*)
- 1735, Il Flaminio, Opera buffa in lingua napoletana. (*)
- 1735, L'Olimpiade, Opera. (*)

### Opere postume
- Concerto per violino in Si bemolle.
- Dalsigre, ahi mia Dalsigre - Cantata per soprano e archi. (*)
- In coelestibus regnis, Antifona per contralto, archi e basso continuo. (*)
- Laetatus sum, Salmo per soprano e orchestra. (*)
- Laudate pueri Dominum, Salmo per soprano, coro e orchestra. (*)
- Luce degli occhi miei - Cantata per soprano e archi.
- Salve Regina in Do minore, mottetto per soprano, archi e basso continuo. (*)
- Segreto tormento altrimenti noto come Chi non ode e chi non vede - Cantata per soprano. (*)
- Sonata in La per clavicembalo. (*)
- Stabat Mater per soprano, contralto, archi e basso continuo. (*)
- Tu resterai mia cara - Cantata per soprano, contralto e archi. (*)

### Opere di incerta attribuzione
- 42 Solfeggi a 2 voci.
- 64 Solfeggi a 3 voci.
- In hoc die quam decora, mottetto per soprano, contralto, tenore, 2 cori e orchestra.
- Le luci vezzose del caro mio bene, aria, inedita.
- Nacqui agli affanni in seno, aria, inedita.
- Miserere II in Do minore.
- Orfeo altrimenti noto come Nel chiuso centro - Cantata per soprano e archi. Talvolta attribuita anche a Benedetto Marcello.
- Salve regina in Fa minore, mottetto per contralto, archi e basso continuo.
- Sinfonia (sonata) in Fa per violoncello e basso continuo.
- Sonata in Do per clavicembalo.
- Un caro e dolce sguardo, aria, inedita.
- Concerto per oboe - Trascritto da John Barbirolli.

## Opere erroneamente attribuite a Pergolesi
Includiamo anche un elenco delle più note fra le opere erroneamente attribuite al Pergolesi.
Laddove possibile, si è indicato anche l'autore originale.
- Concerti Armonici - Unico Wilhelm Graf van Wassenaer.
- Concertino per archi in Sol - Autore ignoto.
- Concerto per flauto e orchestra in Re - Autore ignoto.
- Concerto per flauto e orchestra in Sol - Autore ignoto.
- Della città vicino - Cantata - Autore ignoto.
- Dorina e Nibbio - Intermezzo - Domenico Sarro.
- Eurillo e Beltrammo - Intermezzo - Domenico Sarro.
- Il Geloso Schernito - Intermezzo - Pietro Chiarini.
- Il Maestro di musica - Intermezzo - Autore ignoto.[18]
- Il finto pazzo - Intermezzo - Pietro Chiarini (Opera pastiche, contiene tre arie tratte da Livietta e Tracollo).
- La Zingara - Intermezzo - Rinaldo di Capua.
- Magnificat - Salmo - Francesco Durante.
- Se tu m'ami - Aria - Alessandro Parisotti.
- Sonate in trio - Domenico Gallo.
- Suite per clavicembalo - Carlo Ignazio Monza.
- Tre giorni son che Nina - Aria - Vincenzo Legrenzio Ciampi.

## Filmografia
- Pergolesi, film di Guido Brignone del 1932